# Amadeo Gras

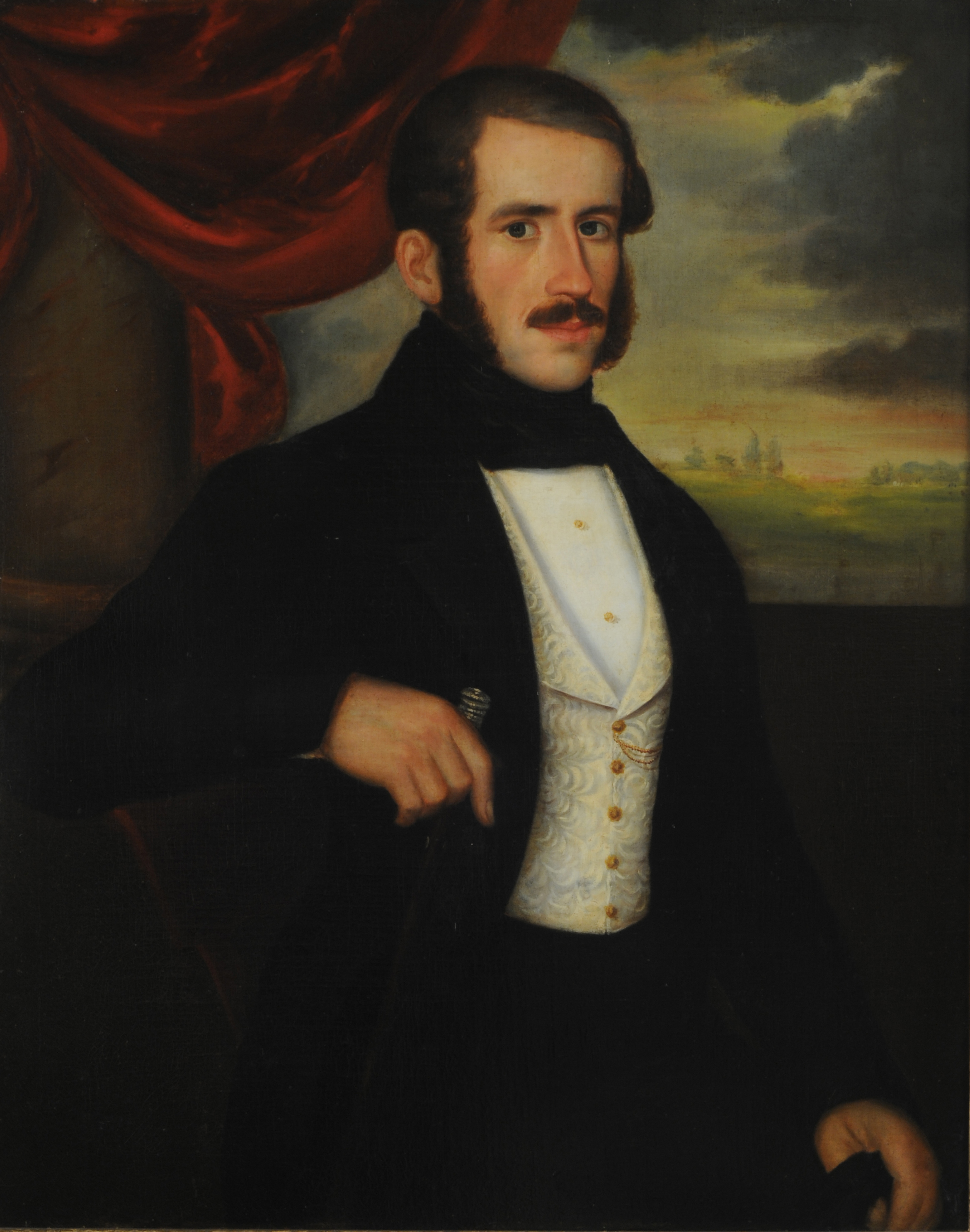
Retrato de Antonio Rodríguez Ro - Amadeo Gras

Amadeo Gras cuyo nombre de nacimiento era Amédée Gras (Amiens, Francia, mayo de 1805 - Gualeguaychú, Argentina, septiembre de 1871) fue un músico y pintor francés, que pintó centenares de retratos y pinturas de inspiración histórica en Sudamérica, especialmente en la Argentina, donde pasó los últimos años de su vida.

## Biografía
Estudió dibujo y pintura en París, y llegó por primera vez a Buenos Aires en junio de 1827, como músico de una orquesta italiana dedicada a la ópera. Tras un breve viaje a Chile regresó a Francia, instalándose en Burdeos.
En 1830 escapó a Inglaterra, del reclutamiento por la revolución de ese año. Acompañó a Paganini en varios conciertos, incluso frente al rey Guillermo IV.
En junio de 1832 llegó por segunda vez a Buenos Aires, donde realizó recitales de violonchelo en un hotel. Siendo asiduo concurrente a las reuniones que convocaba Mariquita Sanchez de Thompson. Por esa fecha comenzó a dedicarse a la pintura y a vivir de la realización de retratos de personalidades, algunos comerciantes y otros políticos y gobernadores de provincia. Al año siguiente se trasladó a Montevideo, donde pintó los retratos de los generales Rivera y Manuel e Ignacio Oribe. Se casó con una joven montevideana, Carmen Baras.
En agosto de 1834 comenzó una larga travesía acompañado de su señora por las provincias argentinas, que visitó en su casi totalidad. Pintó los retratos de los gobernadores Alejandro Heredia, su hermano Felipe, y varios más. Visitó Bolivia, donde en Chuquisaca nació su primer hijo Amadeo. Retrató al mariscal Andrés de Santa Cruz y Agustín Gamarra. En un posterior viaje a Chile retrató al presidente Manuel Bulnes y a los generales argentinos Espejo, Necochea, Las Heras y a muchas otras personalidades.
En su viaje de regreso se dedicó a pintar algunos paisajes, impresionado sobre todo por el cruce del Desierto de Atacama. Recorrió las provincias argentinas que le faltaba conocer y terminó su periplo en Buenos Aires. Tuvo tiempo de dar clases de pintura y dibujo a algunos artistas jóvenes, entre los cuales se destacó Franklin Rawson, de San Juan.
Se instaló nuevamente en Montevideo en enero de 1846, donde instaló un taller de daguerrotipia, forma rudimentaria de fotografía, que requería retoques a pincel y pluma. También se dedicó a imprimir los retratos de los políticos que había visitado, lo que le permitió reunir una cierta fortuna. Pintó varios cuadros sobre el Sitio de Montevideo y muchos otros temas históricos. Estos cuadros históricos, de indudable belleza y calidad técnica, resaltan precisión histórica y geografía.
En 1848 hizo un viaje a Europa, pero dos años más tarde estaba de regreso en Montevideo.
Después de la Batalla de Caseros viajó a Buenos Aires, y en San Nicolás de los Arroyos retrató a los gobernadores firmantes del Acuerdo de San Nicolás. Visitó Rosario, Santa Fe y Paraná, donde retrató al daguerrotipo de los constituyentes de 1853. Recorrió durante dos años la provincia de Entre Ríos.
Regresó a Buenos Aires durante unos meses, pero finalmente se instaló en Gualeguaychú. En esa ciudad y en la vecina Concepción del Uruguay —capital de Entre Ríos— siguió pintando retratos y paisajes, realizando daguerrotipos y tocando el violonchelo.
Falleció en Gualeguaychú en septiembre de 1871.